# Кондурчинское водохранилище
Кондурчинское водохранилище — находится в верховьях реки Кондурча на севере Самарской области. Высота над уровнем моря — 110 м.
Крупнейшее водохранилище в бассейне Сока. Расположено посреди возвышенности Сокские Яры в 17 км к юго-востоку от села Челно-Вершины и в 21 км к юго-западу от посёлка Шентала. Русло Кондурчи перекрыто в 1981 году у села Славкино в 253 км от устья, чуть ниже впадения Такмаклинки.

## Гидрография
Вытянуто вдоль реки в широтном направлении, образует заливы по низовьям Такмаклинки и ручья Крутой. Правый берег имеет обрывистый характер, местами достигает высоты 1,5 м.
Длина водохранилища 7 км; ширина: у плотины 1,6 км, в верховьях 0,4 км. Длина плотины чуть более 1,3 км. Нормальный подпорный уровень 112,85 м.
Площадь зеркала — 7,45 км², объём воды — 25,3-31,5 млн м³.
Глубины: преобладающие 3-5 м, средняя 3,81 м, максимальная 11,5 м.
Площадь водосбора 388 км². На весну приходится 86-92 % годового стока.

### Притоки
Притоки Кондурчи, впадающие в водохранилище: Такмаклинка (пр), Крутой (лев), Суруж (лев).

## Хозяйственное значение
Водохранилище создавалось для нужд Кондурчинской оросительной системы и для водоснабжения Чесноковского рыбхоза и Нурлатского сахарного завода. В связи с изменением политико-экономической ситуации ныне используется для регулировки годового стока Кондурчи и рыборазведения. Подача воды на орошение минимальна в связи с разрушением инфраструктуры, забор воды на хозяйственно-питьевые нужды отсутствует.

## Биоценоз
Основные виды рыб в водоёме: лещ, щука, плотва, окунь, карась, сазан, карп.
В водохранилище отмечено 85 видов растений. Берега покрыты луговой растительностью, по левому берегу проведено искусственное залужение многолетними травами.

## Административные границы
Зеркало находится в основном в границах Сергиевского района, небольшая нижняя часть относится к Челно-Вершинскому району, места впадения Кондурчи и Такмаклинки — к Шенталинскому району.
Единственный населённый пункт на берегах водохранилища — Славкино.